# Thérapie de groupe cognitivo-comportementale
Vous pouvez aider à l'améliorer ou bien discuter des problèmes sur sa page de discussion.
- Il ne cite pas suffisamment ses sources. Vous pouvez indiquer les passages à sourcer avec {{référence nécessaire}} ou {{Référence souhaitée}}, et inclure les références utiles en les liant aux notes de bas de page. (Marqué depuis novembre 2015)
- Il doit être recyclé. La réorganisation et la clarification du contenu sont nécessaires. (Marqué depuis décembre 2007)

- Archive Wikiwix
- Bing
- Cairn
- DuckDuckGo
- E. Universalis
- Gallica
- Google
- G. Books
- G. News
- G. Scholar
- Persée
- Qwant
- (zh) Baidu
- (ru) Yandex
- (wd) trouver des œuvres sur Wikidata

La thérapie de groupe cognitivo-comportementale implique la présence d’un minimum de deux personnes et d’un thérapeute, qui détermine le processus du traitement et qui a pour objectif un mieux-être chez les patients. La thérapie de groupe dépend de son cadre théorique et permet de réduire les coûts des entretiens.
Au départ les thérapies de groupe étaient principalement de longues durées, depuis quelques années les thérapies de groupe brèves ont pris de l’ampleur, ainsi en est-il de la thérapie cognitivo-comportementale qui a pour objectif d’atténuer les symptômes. Les thérapeutes ont d’ailleurs pu constater de meilleurs résultats à court terme avec ce type de thérapies d’où leur développement.

## Historique
Le courant cognitiviste naît à la fin des années 1950 aux États-Unis et s’inscrit à la suite des thérapies comportementalistes. Aaron Temkin Beck est un des premiers à utiliser cette méthode au niveau individuel et ce n’est qu’en 1979 qu’elle apparaît dans les thérapies de groupe.

## Objectif
Cette approche se fonde sur la même hypothèse que les autres thérapies cognitivistes à savoir que le sujet a des difficultés à traiter les informations ce qui entraîne des sentiments émotionnels inappropriés.
Beck situe le problème au niveau de la cognition du sujet et considère que les thérapeutes doivent agir à ce niveau. Le sujet retrouvera un équilibre émotionnel qui pourra avoir une influence sur son comportement. Son modèle met en avant un substrat qui serait divisé en trois variables :
- Les schémas cognitifs font référence à l’aspect stable de l’individu et lui permettent d’interpréter au mieux les situations par ces connaissances cognitives antérieures. Par exemple il considère que les sujets dépressifs sont déconnectés du monde externe devenant insensibles à celui-ci, alors que pour les schizophrènes c’est la difficulté d’accès à la métacognition qui est atteinte.
- Les éléments cognitifs font partie des éléments les moins contrôlables chez le sujet, ils se trouvent à un niveau très superficiel.
- Les processus cognitifs font référence à la pensée logique et à la capacité du sujet à faire des interprétations issues tant de son monde interne qu’externe.

Dans la thérapie de groupe le cadre se définit en trois étapes :
- modification des comportements ;
- identification des relations entre les émotions et les pensées dans diverses situations ;
- phase finale : exemple : l’apprentissage à lutter contre les pensées de types dépressifs chez les personnes souffrant de dépression.

## Fonctionnement
Avant de commencer une thérapie de groupe cognitivo comportementale, le thérapeute doit définir l’objectif du traitement, la durée exacte du traitement, même si celle-ci s’inscrit dans une thérapie brève, ainsi que les critères d’évaluation des résultats.
Il est aussi important pour le thérapeute de choisir les sujets qui constitueront le groupe. Pour cela il est nécessaire d’effectuer environ 2 à 3 entretiens individuels avec chaque sujet afin de cerner la motivation du sujet, de s’assurer qu’aucun effet n’entravera le processus de thérapie de groupe et d’exposer clairement au sujet, l’objectif de la thérapie.
Le dispositif établi pour une séance est codifié mais diffère suivant la pathologie à traiter. Ainsi pour la boulimie, le thérapeute préconise une auto observation et un autocontrôle par l’élaboration d’un carnet. Pour la dépression, le thérapeute utilise la technique du « self help » où les sujets peuvent s’exprimer avec l’utilisation d’un papier et d’un crayon. Pour les troubles de l’addiction, le thérapeute amène les sujets à parler de leurs expériences non pas sous forme d’un témoignage mais dans l’objectif d’un travail thérapeutique.
Nous observons[Qui ?] que cette thérapie est relativement codifiée mais qu’elle laisse une large souplesse au thérapeute pour adapter le traitement aux patients. Sa position doit être active et directive c'est-à-dire qu’il doit créer une relation de collaboration avec ces patients à travers un dialogue pouvant comprendre des questions.
La différence essentielle entre la thérapie cognitivo-comportementale et les autres est qu’elle est principalement centrée sur l’ici et le maintenant. Ainsi le groupe occulte les événements vécus des patients pour ne travailler que sur leurs symptômes actuels afin d’y trouver une solution. L’objectif ici est de voir une amélioration rapide. Néanmoins en ce qui concerne l’évaluation de l’efficacité de la thérapie, trois types de mesures sont à prendre en compte et sont communes à toutes références thérapeutiques :
- mesure concernant aussi bien le thérapeute que les patients : - Pour le thérapeute : évaluation de ses compétences et de l’adéquation avec la théorie à laquelle il se réfère.- Pour le patient : étude de l’échelle de sa qualité de vie, de ses changements symptomatologiques…
- évaluation de l’évolution du groupe comme entité
- évaluation de variables fournies par les dossiers de chaque patient ou par la structure dans laquelle est effectuée la thérapie.

Ainsi le cadre de la thérapie de groupe cognitivo-comportementale est relativement bien défini et strict. Quelles que soient les pathologies, la durée de la thérapie ainsi que ces objectifs seront différents mais garderont toujours un aspect rigoureux.